# Granville (wieś w stanie Nowy Jork)
Granville – wieś w Stanach Zjednoczonych, w stanie Nowy Jork, w hrabstwie Washington.